# 正木清
正木 清（まさき きよし、1900年（明治33年）5月30日 - 1961年（昭和36年）4月12日）は、日本の政治家。衆議院議員。衆議院副議長（第40代）を務めた。

## 来歴・人物
福島県石城郡好間村（現いわき市）出身。小学校卒業後、炭坑の給仕などを経て1921年（大正10年）に上京するが、関東大震災で帰郷。1924年（大正13年）24歳の時北海道小樽市に移住し、鉄筋工などとして働く。小樽総労働組合に参加し、北海道地方評議会常任執行委員として多数の争議を指導する。1928年（昭和3年）の三・一五事件で2年間投獄される。出獄後は日雇労働を経て、1931年（昭和6年）、新労農党に参加。1934年（昭和9年）、全札幌労働者組合の支持を得て8年ぶりとなる無産派の札幌市議に選出される。1936年（昭和11年）より北海道議会議員を2期務める。
1937年（昭和12年）、運輸業を自営する傍ら社会大衆党に参加。1942年の第21回衆議院議員総選挙に、非推薦議員ながら北海道1区から出馬し初当選。戦後、日本社会党に入党し芦田内閣で商工政務次官。1949年の総選挙では落選したが、その次の1952年総選挙で左派社会党から出馬し復帰。
左右社会党統一後の1958年12月13日、同じ選挙区選出の椎熊三郎の辞任に伴い第40代衆議院副議長に就任。60年安保の強行採決に反対して副議長を辞任し、1960年1月30日まで務めた。ほかに、衆議院運輸及び交通委員会委員長、衆議院運輸委員会理事、衆議院運輸委員会委員などの要職を歴任した。第29回衆議院議員総選挙で落選し、翌年の4月12日死去。享年60。
ジャーナリストの本澤二郎は、義理の甥にあたる。